# Kampong Krasang
Kampong Krasang (tiếng Khmer: កំពង់ក្រសាំង) là một xã thuộc huyện Bourei Cholsar, tỉnh Takeo, Campuchia.

## Địa lý
Xã Kampong Krasang giáp ranh với xã Vĩnh Hội Đông, huyện An Phú ở phía Đông và phường Vĩnh Nguơn, thành phố Châu Đốc ở phía Nam.